# 李洪波 (香港)
李洪波（英語：Li Hung-por），民主黨黨員，曾任荃灣區議會副主席及荃灣中心選區議員，曾五度當選區議員。

## 政治生涯
荃灣中心選區由1999年起設立，以應付當時荃景選區在愉景新城入伙後所增加的人口，當時只包括荃灣中心，1999年香港區議會選舉，親民主派的獨立李洪波、民建聯雷德鴻和港進聯江日培(但以獨立名義參選)角逐，結果由李洪波以接近四成半當選。
2003年香港區議會選舉，因應鄰近的荃威選區翠豐臺入伙後估計人口增加，錦豐園劃入本區，選舉只有爭取連任的獨立民主派李洪波和民建聯雷德鴻參選，在七一效應下投票人數增加，李洪波大比數打敗雷德鴻。 2007年香港區議會選舉，民建聯改派張浩明出戰對撼李洪波，結果由張浩明以不足五十票差距勝出，而第三位候選人梁浩華只有23票。
2011年香港區議會選舉因應估計人口低於下限，原屬荃威選區的荃德花園劃入本區，張浩明未有競逐連任，議席由民建聯成員曾大和加入了民主黨的李洪波爭奪，最終李洪波以四十票之微重奪本區的議席。
2015年香港區議會選舉，李曾二人再次對壘，結果由李以一百餘票差距成功連任。
2019年香港區議會選舉，李曾二人第三次對壘，結果由李以1,400餘票差距成功連任。
2021年10月21日，因宣誓無效被取消區議員資格。